# Vanessa Rebecca Keprtová
Vanessa Rebecca Keprtová (* 17. října 2002) je česká florbalistka, reprezentantka, dvojnásobná vicemistryně Česka a bronzová medailistka z Mistrovství světa 2023.
Od roku 2023 hraje v nejvyšší švédské florbalové soutěži za KAIS Mora IF.

## Klubová kariéra
Keprtová s florbalem začínala v klubu TJ Sokol Nehvizdy a ještě v dětském věku vystřídala oddíly Orka Čelákovice a AC Sparta Praha.
V roce 2016 přestoupila do klubu Florbal Chodov, ve kterém se postupně propracovala až do jeho ženského týmu. V Extralize žen nastoupila poprvé v roce 2019. V sezónách 2020/2021 a 2021/2022 získala s Chodovem  dva vicemistrovské tituly. K postupu do superfinále v roce 2021 přispěla proměněním nájezdu v rozhodujícím zápase semifinálové série, o rok později ve stejném zápase vstřelila vítězný gól.
V roce 2022 přestoupila do klubu Rönnby Tigers, hrajícího Švédskou Superligu, se kterým získala bronz. Po roce odešla do týmu KAIS Mora IF, který postoupil do nejvyšší soutěže v předchozí sezóně.

## Reprezentační kariéra
Keprtová reprezentovala Česko na juniorském mistrovství světa 2020, kde Češky získaly bronzové medaile. V zápase o třetí místo pomohla českému výběru gólem a dvěma asistencemi k výhře 6:2 a byla zařazena do All Star týmu turnaje.
Za ženskou reprezentaci Keprtová hrála poprvé v roce 2021 na turnaji Euro Floorball Tour a na mistrovství světa. Na dalším šampionátu v roce 2023 získala s českým týmem po 12 letech druhou bronzovou medaili v historii. K ní přispěla dvěma góly včetně vítězného v zápase o třetí místo.
| Umístění         | Soutěž                                                          |
| ---------------- | --------------------------------------------------------------- |
| Bronzová medaile | Mistrovství světa ve florbale žen do 19 let 2020 (All Star tým) |
| 4.               | Mistrovství světa ve florbale žen 2021                          |
| Bronzová medaile | Mistrovství světa ve florbale žen 2023                          |

## Rodina
Keprtová je dcerou bývalé biatlonové reprezentantky Lenky Keprtové. Její starší bratr Radim Křenek je dlouholetý superligový hráč a bývalý reprezentant.

## Ocenění
V letech 2022, 2023 a 2024 byla třikrát po sobě zvolena českou florbalovou Hvězdou sezóny.